# فرودگاه اوماکائو
فرودگاه اوماکائو (به انگلیسی: Humacao Airport) یک فرودگاه همگانی بهره‌برداری هوایی با کد یاتا HUC است که یک باند فرود آسفالت دارد. این فرودگاه در کشور ایالات متحده آمریکا قرار دارد .